# Pentatlón moderno en los Juegos Suramericanos de 2014 - Individuales Masculino
La prueba de Individuales Masculino de pentatlón moderno en Santiago 2014 se llevó a cabo el 9 de marzo de 2014 en la Escuela Militar, ubicada en Las Condes, Santiago. La prueba constó de 4 pruebas: esgrima en modalidad espada, 200 metros libres de natación, prueba de salto equitación y la prueba combinada de Tiro Olímpico (pistola láser 10 m) y 3200 metros de pedestrismo. Participaron en la prueba 20 atletas.

## Resultados
| Rank              | Atleta            | Esgrima V-D (pts) | Natación Tiempo (pts) | Equitación Tiempo (pts) | Combinada Tiempo (pts) | Total |
| ----------------- | ----------------- | ----------------- | --------------------- | ----------------------- | ---------------------- | ----- |
| Medalla de oro    | Felipe Lima       | 20-18 (208)       | 2:08.10 (316)         | 82.00 (295)             | 11:12.17 (628)         | 1447  |
| Medalla de plata  | Danilo de Moraes  | 24-14 (232)       | 2:11.25 (307)         | 76.00 (300)             | 11:33.38 (607)         | 1446  |
| Medalla de bronce | Esteban Bustos    | 30-8 (268)        | 2:13.44 (300)         | 72.00 (300)             | 12:11.55 (569)         | 1437  |
| 4                 | Luis Camargo      | 22-16 (220)       | 2:07.50 (318)         | 77.00 (300)             | 11:49.67 (591)         | 1429  |
| 5                 | Emmanuel Zapata   | 20-18 (208)       | 2:07.87 (317)         | 72.00 (293)             | 11:38.15 (602)         | 1420  |
| 6                 | Julio César Luna  | 24-14 (232)       | 2:06.48 (321)         | 84.00 (293)             | 12:30.77 (550)         | 1396  |
| 7                 | David Ruales      | 18-20 (196)       | 2:12.59 (303)         | 72.00 (293)             | 11:47.73 (593)         | 1385  |
| 8                 | Eduardo Salas     | 18-20 (196)       | 2:10.41 (308)         | 80.00 (290)             | 12:08.95 (572)         | 1367  |
| 9                 | Benjamín Ortiz    | 21-17 (214)       | 2:18.28 (286)         | 87.00 (300)             | 12:50.92 (530)         | 1330  |
| 10                | Sergio Villamayor | 26-12 (244)       | 2:18.40 (285)         | 97.00 (239)             | 12:25.90 (555)         | 1323  |
| 11                | Gonzalo Tisi      | 24-14 (232)       | 2:20.52 (279)         | 71.00 (300)             | 13:41.59 (479)         | 1290  |
| 12                | Leandro Silva     | 21-17 (214)       | 2:03.03 (331)         | 114.00 (236)            | 13:23.88 (497)         | 1278  |
| 13                | René Brown        | 11-27 (154)       | 2:22.48 (273)         | 73.00 (280)             | 13:45.32 (475)         | 1182  |
| 14                | José Guitian      | 17-21 (190)       | 2:31.18 (247)         | 137.00 (196)            | 13:56.88 (464)         | 1097  |
| 15                | Arturo Sulbarán   | 18-20 (196)       | 2:07.35 (318)         | EL (EL)                 | 12:58.68 (522)         | 1036  |
| 16                | Jeffrey Leyva     | 6-32 (124)        | 2:47.68 (197)         | 120.00 (230)            | 15:23.77 (377)         | 928   |
| 17                | Carlos Barrios    | 4-34 (112)        | 3:22.66 (92)          | 100.00 (260)            | 13:59.24 (461)         | 925   |
| 18                | Diego Garzón      | 22-16 (220)       | 2:33.94 (239)         | EL (EL)                 | 14:00.66 (460)         | 919   |
| 19                | Aramis Martínez   | 17-21 (190)       | 2:07.46 (318)         | EL (EL)                 | 15:27.09 (373)         | 881   |
| 20                | Federico Silva    | 16-22 (184)       | 3:19.00 (103)         | EL (EL)                 | 15:33.96 (387)         | 674   |